# 안젤라 박 (방송인)
안젤라 박(Angela Jisoo Park, 1986년 9월 14일 ~ )은 대한민국의 방송인이다.

## 생애
미국 캘리포니아주에서 태어난 재미 교포로, 2008년 미스코리아 하와이 진(眞)에 선발되어 대한민국에 오는 계기가 되었다.  이듬해 2008년에 아리랑 방송국에서 방송 활동을 처음으로 시작했다. 아리랑 TV 기상 캐스터로도 활동했고 이후 KBS 월드와 EBS에서 다양한 영어 방송을 진행하고 있다.

## 방송 활동
- 2008년 아리랑 라디오
- 2009년 아리랑 TV 뉴스 기상캐스터
- 2009년 EBS 라디오
- 2010년 KBS World Radio